# Cylicasta liturata
Cylicasta liturata là một loài bọ cánh cứng trong họ Cerambycidae.